# Wodorotlenek chromu(III)
Wodorotlenek chromu(III), Cr(OH)
3 – nieorganiczny związek chemiczny z grupy wodorotlenków, związek chromu na III stopniu utlenienia.

## Otrzymywanie
Wodorotlenek chromu można przygotować na różne sposoby. Najczęściej jednak wszystkie te metody wykorzystują sole na trzecim stopniu utlenienia.
Woda amoniakalna strąca z roztworów soli chromu(III) osad Cr(OH)
3:
Cr3+
 + 3NH
3 + 3H
2O → Cr(OH)
3 + 3NH+
4
Wodorosiarczek amonu strąca z roztworów soli chromu(III) osad Cr(OH)
3 zamiast Cr
2S
3:
Cr3+
 + 3HS−
 + 3H
2O → Cr(OH)
3 + 3H
2S
gdyż stężenie S2−
 jest niewystarczające do przekroczenia iloczynu rozpuszczalności Cr
2S
3.
Pod wpływem zasady także strąca się Cr(OH)
3:
Cr3+
 + 3OH−
 → Cr(OH)
3

## Właściwości
Wodorotlenek chromu(III) wykazuje właściwości amfoteryczne. Roztwarza się w nadmiarze zasady:
Cr(OH)
3 + OH−
 → [Cr(OH)
4]−

dając zielony roztwór. W tej reakcji powstaje anion tetrahydroksychromianowy(III).
Bezwodny wodorotlenek chromu jest czerwonobrązowymi kryształami nierozpuszczalnymi w wodzie, ale rozpuszczalnymi w alkoholu. Trihydrat Cr(OH)
3·3H
2O jest niebieskozielonym proszkiem nierozpuszczalnym w wodzie, ale rozpuszczalnym w kwasach.